# 2017년 경찰 야구단 시즌
2017년 경찰 야구단 시즌은 경찰 야구단이 KBO 퓨처스리그에 참가한 12번째 시즌으로, 유승안 감독이 팀을 이끈 9번째 시즌이다. 팀은 6팀 중 북부리그 1위에 올라 7년 연속으로 북부리그 우승을 차지했으며, 전체 12팀 중 승률 2위를 기록했다.

## 타이틀
- 월드 베이스볼 클래식 국가대표: 이대은
- 아시아 윈터 베이스볼 리그 준우승: 유승안(감독), 김수길(코치), 김동건(코치), 김경원(코치), 박노민(코치), 조중근(코치), 이한진(코치), 홍성민, 임서준, 조한욱, 박준표, 이현석, 김재현, 윤승열, 김태진, 홍창기, 박진우, 한승혁, 이대은, 이흥련, 김영환, 임지열, 정수빈
- 세이브: 홍성민 (14)
- 탈삼진: 이대은 (140)
- 타율: 홍창기 (0.401)
- 볼넷: 홍창기 (61)
- 출루율: 홍창기 (0.510)
- 북부리그 평균자책점: 이대은 (2.93)
- 북부리그 다승: 김태훈 (10)
- 북부리그 승률: 김태훈 (0.714)
- 북부리그 이닝: 김태훈 (103)
- 북부리그 최소 볼넷: 이대은, 김태훈 (22)
- 북부리그 최소 자책점: 이대은 (32)
- 북부리그 출장(타자): 윤형준 (93)
- 북부리그 타석: 윤형준 (364)
- 북부리그 타수: 윤형준 (328)
- 북부리그 득점: 홍창기 (73)
- 북부리그 안타: 윤형준 (118)
- 북부리그 2루타: 윤형준 (27)
- 북부리그 3루타: 정수빈 (7)
- 북부리그 홈런: 윤형준 (24)
- 북부리그 타점: 윤형준 (98)
- 북부리그 사구: 박찬도 (9)
- 북부리그 장타율: 윤형준 (0.668)

## 선수단
- 선발투수 : 김태훈, 이대은, 이인복, 변진수, 임서준, 박정수
- 구원투수 : 이윤학, 박준표, 조한욱, 홍정우, 박진우, 이상민, 김기현, 심규범, 한승혁
- 마무리투수 : 이종석, 홍성민
- 포수 : 김재성, 이흥련, 장승현, 이현석
- 내야수 : 윤형준, 유영준, 김태진, 양원혁, 이지찬, 김재현, 김영환, 임지열, 윤승열
- 외야수 : 박찬도, 홍창기, 정수빈, 박준태, 임재현, 배정대

## 여담
- 이대은은 경찰 야구단 입대 전 지바 롯데 마린즈에서 퇴단한 상태로, 무소속 신분이었다. 경찰 야구단 입대를 무소속 신분으로 한 것은 이대은이 마지막이었다.

## 같이 보기
- 2018년 경찰 야구단 시즌